# سیر زمانی دین

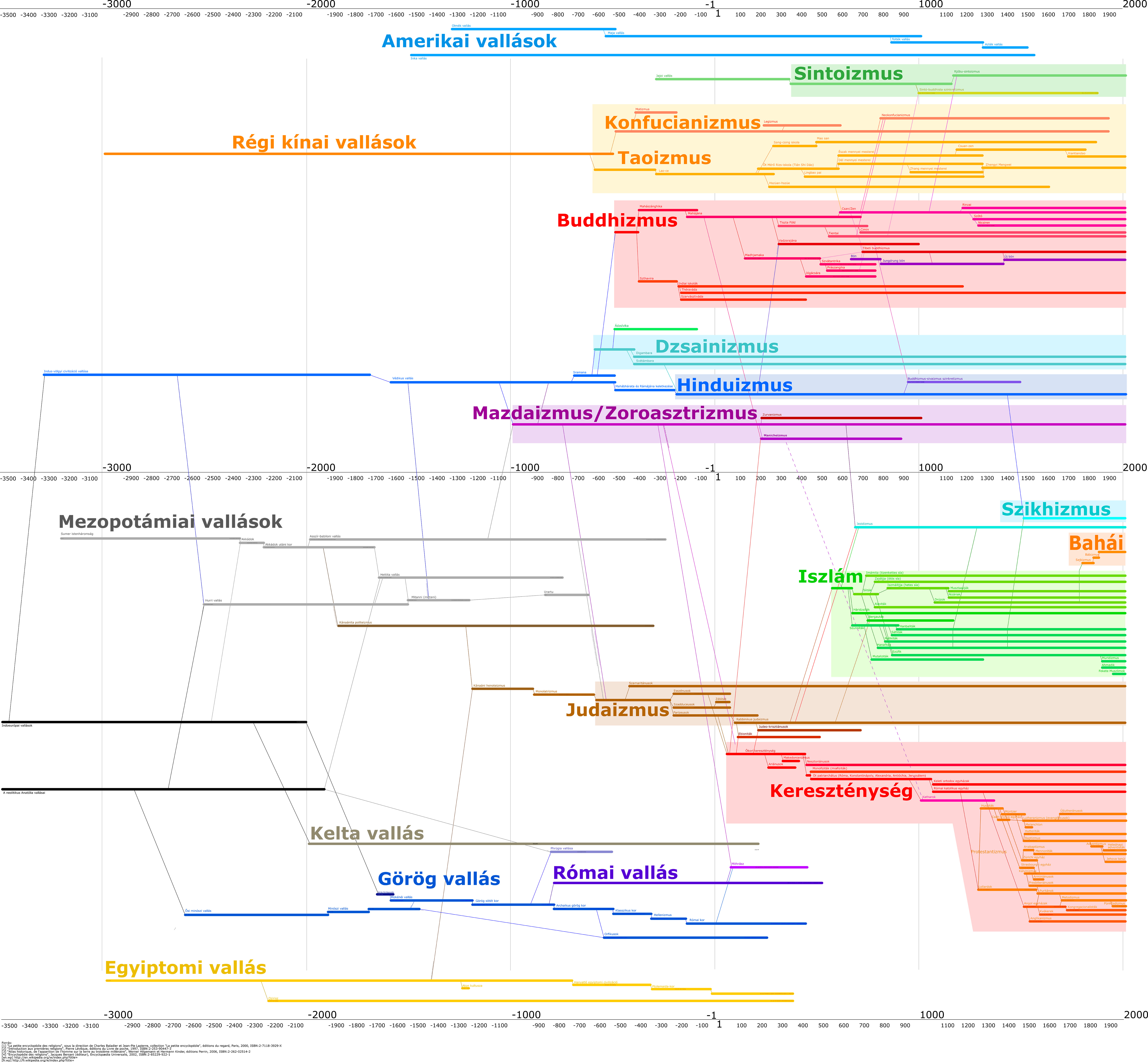
تاریخ زمانی ادیان

دین سازه‌ای از تجربه بشر در طول تاریخ بوده است، از پیش از تاریخ تا زمان‌های امروزی. حجم عمده تجربه دینی بشر از تاریخ مکتوب پیش تر می زند. تاریخ مکتوب (عصر کتابت اسلوب دار) فقط ۵۰۰۰ سال سن دارد. فقدان رکوردهای مکتوب منجر به این می شود که بیش تر دانش دین پیشا تاریخی از رکوردهای باستان شناختی و دیگر منابع غیر مستقیم، و از حدسیات مشتق شده باشد. بیش تر دین پیشا تاریخی موضوع مباحثه پی در پی است.

## پیش از تاریخ

### پارینه‌سنگی میانی (۲۰۰,۰۰۰–۵۰,۰۰۰ پیش از میلاد)
علیرغم ادعاها توسط برخی محققان از پرستش خرس، اعتقاد به زندگی پس از مرگ، و دیگر مناسک، شواهد باستان شناختی حضور رسوم دینی توسط انسان های مدرن یا نئاندرتال ها را در طول این دوره پشتیبانی نمی کند.

#### ۱۰۰,۰۰۰ سال پیش از میلاد
اولیه ترین تدفین بشری شناخته شده در خاورمیانه.

#### ۷۰,۰۰۰–۳۵,۰۰۰ پیش از میلاد
تدفین‌های نئاندرتالی در نواحی ای از اروپا و خاورمیانه بوقوع می پیوندد.

### هزاره ۵۰ام تا ۱۱ام پیش از میلاد

#### ۴۰,۰۰۰ پیش از میلاد
بقایای یکی از قدیمی ترین انسان‌های بلحاظ آناتومی مدرن بصورت مرده‌سوزی شده کشف می شود، که نزدیک دریاچه Mungo کشف می‌شود.

#### ۳۸,۰۰۰ پیش از میلاد
تندیسه لوونمنش اوریگنیشنی، قدیمی ترین مجسمه جانور دیس (حیوان شکل) در دنیا و یکی از قدیمی ترین مجسمه های شناخته شده به طور کل، ساخته شد. این مجسمه همچنین انسان دیس شناخته می شود، که به حیوان خصایص انسانی می دهد، اگرچه ممکن است یک الهه را مجسم کرده باشد.

#### ۳۵,۰۰۰–۲۶,۰۰۰ پیش از میلاد
تدفین‌های نئاندرتالی از رکورهای باستان شناختی غایب هستند. این تقریبا هم زمان واقع می شود با دروه زمانی ورود انسان‌های خردمند به اروپا و افول نئاندرتال‌ها؛ جمجمه‌های و/یا استخوان‌های دراز که بطرز سنگینی با اخرای قرمز آغشته شده اند و بطور جداگانه دفن شده اند شروع به ظهور کردند. این رسم ممکن است سرمنشا یادگاران مقدس (sacred relics) باشد.